# سرطان العظام في القطط والكلاب
سرطان العظام في القطط والكلاب (بالإنجليزية: Bone cancer in cats and dogs)‏ يُطلق على الورم العظمي الأكثر شيوعًا ساركومة العظام، ويصيب عادةً الكلاب الأكبر سناً من السلالات الكبيرة والعملاقة في منتصف العمر. ساركومة العظام أقل شيوعًا في القطط. الساركومة العظمية هي سرطان خبيث يمكن أن يتطور في أي عظم في الجسم ولكن الغالبية تظهر في الأطراف (مثل العظام الطويلة مثل الكعبرة والعضد وعظم الفخذ والساق).

## العلامات والأعراض
تظهر الكلاب المصابة بسرطان العظم عادةً عرجاً وتورم في الموقع المصاب. بالنسبة للمواقع الأخرى، قد تظهر الكلاب صعوبة في فتح فمها (إذا كانت مصابة بسرطان عظم الفك) أو إفرازات أنفية (إذا كانت مصابة بسرطان تجويف الأنف) أو علامات عصبية (إذا كانت مصابة بسرطان عظم العمود الفقري). 

## التشخيص
يشمل التقييم الأولي التصوير الشعاعي (الأشعة السينية) للموقع المصاب، ولكن الطريقة الوحيدة لتأكيد التشخيص هي عن طريق أخذ عينات الأنسجة عن طريق الخزعة أو شفط الإبرة. 

## العلاج
اعتمادًا على حالة الحيوانات الأليفة الفريدة، هناك العديد من خيارات العلاج بما في ذلك الجراحة والعلاج الكيميائي والعلاج الإشعاعي. يعتبر علاج الألم بشكل مناسب أيضًا أمرًا بالغ الأهمية لتحسين جودة حياة الحيوان الأليف خاصة إذا لم يتم إجراء البتر. 